# Bifax lacinia
Bifax lacinia is een straalvinnige vissensoort uit de familie van kikvorsvissen (Batrachoididae). De wetenschappelijke naam van de soort is voor het eerst geldig gepubliceerd in 1994 door Greenfield, Mee & Randall.